# Acid Rap
Albums de Chance The Rapper
10 Day
(2012)
Acid Rap est la deuxième mixtape de Chance The Rapper, diffusée à partir du 30 avril 2013 en téléchargement gratuit.
L'album s'est classé 26e au Top Heatseekers et 63e au Top R&B/Hip-Hop Albums.
Acclamé par la critique, le site Metacritic lui a attribué la note de 86/100. Pitchfork l'a classé à la 12e place du « Top 50 des albums de 2013 » et le magazine Rolling Stone à la 26e place des « 50 meilleurs albums de 2013 ». Il a également été nommé dans la catégorie « Meilleure mixtape » des BET Hip-Hop Awards 2013.

## Liste des titres
| No  | Titre                                                                                          | Contient un (des) sample(s) de                                                                                    | Durée |
| --- | ---------------------------------------------------------------------------------------------- | --- | ----- |
| 1.  | Good Ass Intro (So Good) (Produit par Peter Cottontale, Cam et Stefan Ponce)                   | Freshmen Adjustment 2 Intro de Kanye West featuring John Legend Faithful de Common featuring John Legend et Bilal | 3:59  |
| 2.  | Pusha Man / Paranoia (featuring Lili K et Nate Fox – Produit par Ceej for Two9 et Nosaj Thing) | Modaji de Dave Grusin                                                                                             | 7:24  |
| 3.  | Cocoa Butter Kisses (featuring Vic Mensa et Twista – Produit par Cam et Peter Cottontale)      | | 5:08  |
| 4.  | Juice (Produit par Nate Fox)                                                                   | Jealous Guy de Donny Hathaway                                                                                     | 3:35  |
| 5.  | Lost (featuring NoName Gypsy – Produit par Nate Fox)                                           | Brother's Gonna Work It Out de Willie Hutch                                                                       | 3:04  |
| 6.  | Everybody's Something (featuring Saba et BJ the Chicago Kid – Produit par DJ Ozone)            | Diana in the Autumn Wind de Gap Mangione Fall in Love de Slum Village Sorcerer of Isis de Power of Zeus           | 4:37  |
| 7.  | Interlude (That's Love) (Produit par Ludwig Göransson)                                         | | 2:29  |
| 8.  | Favorite Song (featuring Childish Gambino – Produit par Nate Fox)                              | Clean Up Woman de Betty Wright                                                                                    | 3:05  |
| 9.  | NaNa (featuring Action Bronson – Produit par brandUn DeShay)                                   | Red Clay de Jack Wilkins                                                                                          | 3:20  |
| 10. | Smoke Again (featuring Ab-Soul – Produit par Blended Babies)                                   | | 4:32  |
| 11. | Acid Rain (Produit par Jake One)                                                               | | 3:36  |
| 12. | Chain Smoker (Produit par Nate Fox)                                                            | Long Red de Mountain                                                                                              | 3:30  |
| 13. | Everything's Good (Good Ass Outro) (Produit par Cam)                                           | Cold de Kanye West featuring DJ Khaled Juke Juke de Chance The Rapper                                             | 5:33  |